# Cirque de Cilaos

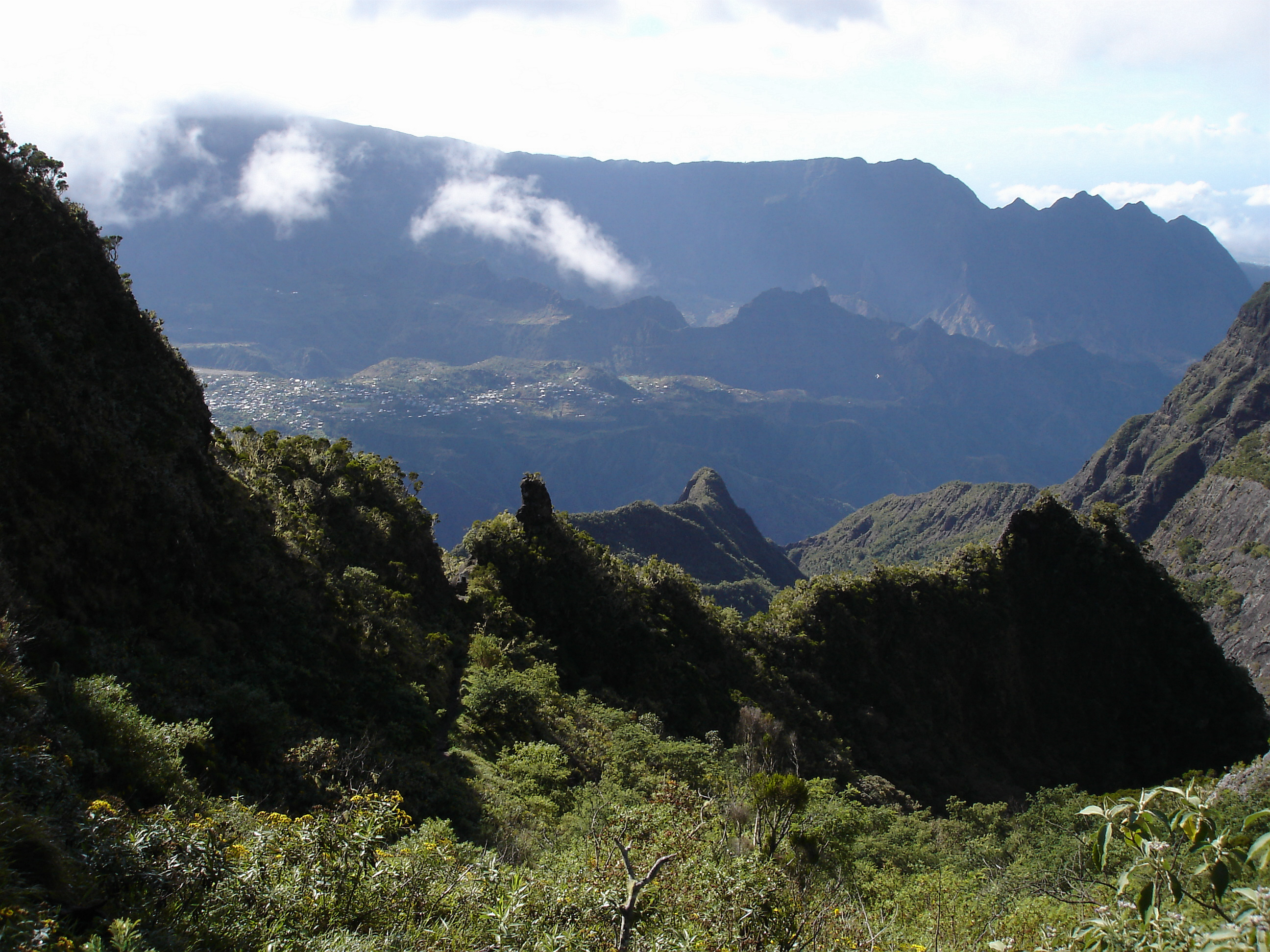
Zicht op de Cirque de Cilaos vanop de Col du Taïbit

De Cirque de Cilaos is een van de drie caldeira's rond de slapende vulkaan Piton des Neiges  op het Franse eiland Réunion. De caldeira bevindt zich ten zuiden van de Piton des Neiges en is werelderfgoed van Unesco sinds 2010 onder de benaming Pitons, cirques en remparts van Réunion.
De caldeira is genoemd naar de plaats Cilaos, die centraal in het gebied ligt. De Cirque de Cilaos ligt ook op het grondgebied van de gemeente Cilaos. De naam Cilaos is afgeleid van het Malagassische woord toilaosa (land dat men niet verlaat). De caldeira telt verschillende kleine nederzettingen (îlets), waarvan de meeste gesticht zijn door marrons, ontsnapte zwarte slaven die zich vestigden in het ontoegankelijke hoogland van het eiland. Bekende îlets zijn Méon en Les Salazes. 
De Cirque de Cilaos is via het zuiden via de weg bereikbaar vanuit Saint Louis. Via de Col du Taïbit kan men via het noorden te voet naar de Cirque de Mafate.
Er werden in het verleden dennen op de flanken van de caldeira aangeplant. De zuidoostelijke buitenste flank van de caldeira wordt Dimitile genoemd. Hier is op 1800 m hoogte een openluchtmuseum met een reconstructie van een kamp van marrons (Espace culturel muséographique Camp Marron)
De Cirque de Cilaos ligt in het centraal deel van het Nationaal Park Réunion.